# Dendranthema rupestre
Dendranthema rupestre là một loài thực vật có hoa trong họ Cúc. Loài này được (Matsum. & Koidz.) Kitam. mô tả khoa học đầu tiên năm 1978.